# Гюнгёр, Хасан
Хасан Гюнгёр (тур. Hasan Güngör, 5 июля 1934, Аджипаям, провинция Денизли, Турция — 13 октября 2011) — турецкий борец вольного стиля, чемпион летних Олимпийских игр в Риме (1960) в первом среднем весе.

## Спортивная карьера
Начал свою спортивную карьеру в провинции Денизли. Его выступления на международных соревнованиях начались с третьего места на чемпионате мира в Стамбуле (1957), через год он становится победителем Кубка мира в Софии (1958). На Олимпийских играх в Риме (1960) выигрывает «золото», при этом из-за особенностей действовавших на тот момент правил у него не было поединков ни с серебряным призёром — советским спортсменом Георгием Схиртладзе, ни с получившим бронзу шведом Хансом Антонссоном.
С 1961 г. начал выступать в полутяжелом весе, на чемпионате мира в японской Иокогаме становится бронзовым призёром, уступив советскому борцу Борису Гуревичу. Через год в американском Толидо завоевывает серебряную награду. На летних Олимпийских играх в Токио (1964) — серебряный призёр вслед за болгарином Проданом Гарджевым.
В 1966 г. побеждает на первенстве Европы в немецком Карлсруэ и становится вторым на мировом чемпионате в американском Толидо. Оставшись без медалей (4-е место) на европейском первенстве в Стамбуле (1967) и на мировом — в Нью-Дели (1967), спортсмен завершает свою борцовскую карьеру. Долгие годы находился на тренерской работе.

## Достижения
- 1956 — победитель Кубка Опатии (Хорватия),
- 1957 — бронзовый призёр чемпионата мира в Стамбуле,
- 1958 — победитель Кубка мира в Софии,
- 1960 — олимпийский чемпион в первом среднем весе в Риме,
- 1961 — бронзовый призёр первенства мира в Иокогаме,
- 1962 — серебряный призёр чемпионата мира в Толидо (США),
- 1963 — победитель Средиземноморских игр в Неаполе,
- 1964 — серебряный призёр Олимпийских игр в Токио,
- 1966 — чемпион Европы в Карлсруэ,
- 1966 — серебряный призёр чемпионата мира в Толидо (США).